# Pascal Mfyomi
Pascal Mfyomi (* 2. Juli 1942) ist ein ehemaliger tansanischer Mittel- und Langstreckenläufer.
1962 erreichte er bei den British Empire and Commonwealth Games in Perth weder über sechs Meilen noch im Marathon das Ziel.
Bei den Olympischen Spielen 1964 in Tokio gelangte er über 10.000 m ebenfalls nicht ins Ziel.
1966 wurde er bei den British Empire and Commonwealth Games in Kingston Vierter über sechs Meilen mit seiner persönlichen Bestzeit von 28:38,0 min. Über drei Meilen kam er auf den 15. Platz, und über eine Meile schied er im Vorlauf aus.